# Stevans
 (juillet 2014).
Si vous disposez d'ouvrages ou d'articles de référence ou si vous connaissez des sites web de qualité traitant du thème abordé ici, merci de compléter l'article en donnant les références utiles à sa vérifiabilité et en les liant à la section « Notes et références ».
Stevans est un groupe Electro Pop franco-suisse.

## Composition actuelle
- Yvan Franel (Voix/Piano/Guitare)
- Yann Secrest (Guitare/Backing Vocals)
- Zeela (Batterie/Programmation Ableton)
- Léo de Riedmatten (Batterie (back up drummer/Ableton)

## Discographie

### Albums
2021: 
2022: The Storm / Melo Prune
2023: Hater / Evidemment